# Burgh Castle

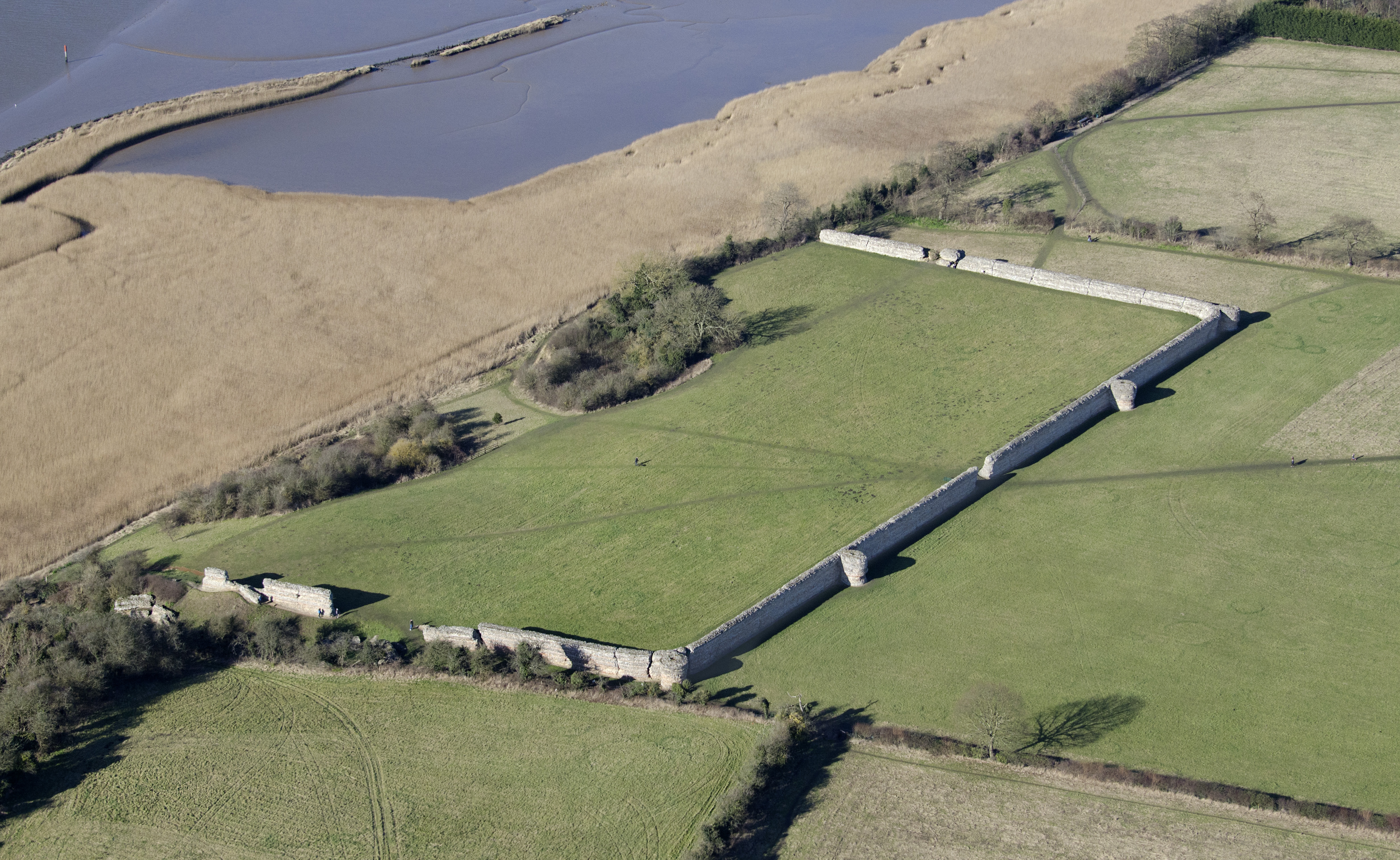
Luftbild der Anlage von 2015

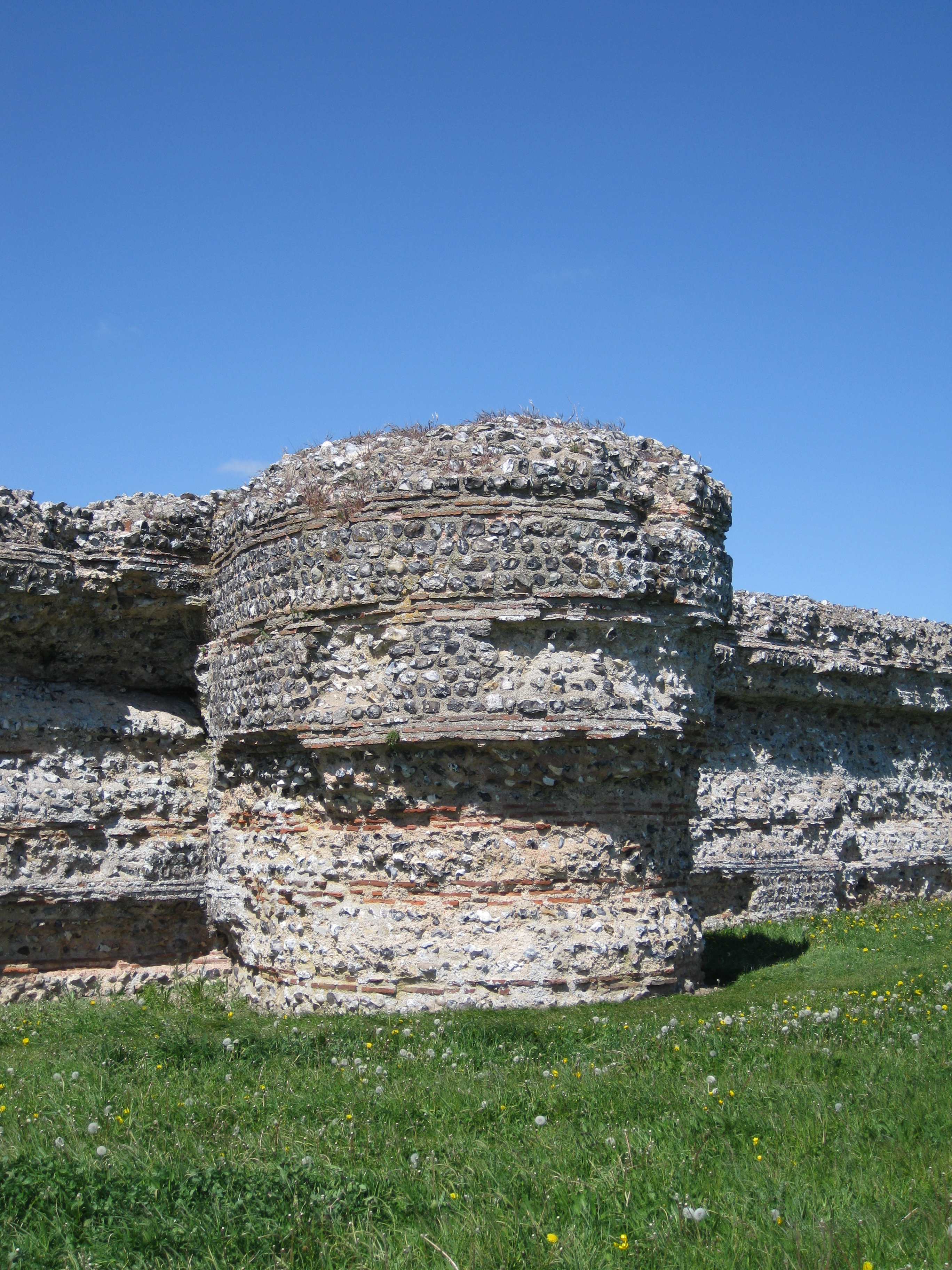
Eine Tourelle an der Ostmauer des Sachsenküstenkastells

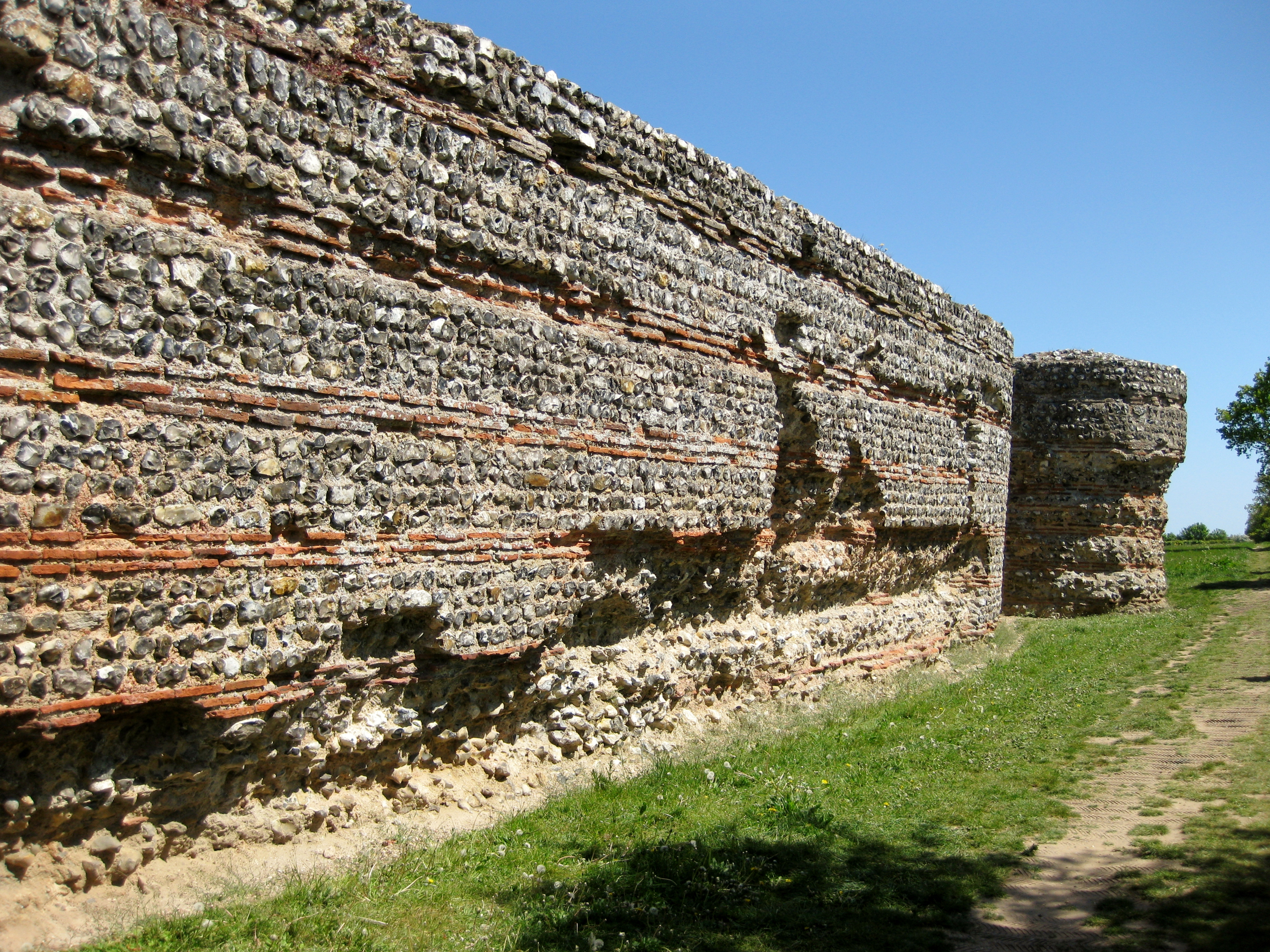
Die noch gut erhaltene südliche Kastellmauer

Burgh Castle liegt auf einem erhöhten Gelände, das steil zum Ästuar des Waveney hin abfällt. Vom 3. bis zum 5. Jahrhundert war das dort errichtete römische Kastell Bestandteil der Festungskette entlang des Limes an der britischen „Sachsenküste“. Von Mitte des 7. bis ins 9. Jahrhundert gab es auf dem Gelände eine mönchische Siedlung und im 11. und 12. Jahrhundert eine normannische Motte. Die Befestigung befindet sich heute in der Pfarre Burgh Castle in der englischen Grafschaft Norfolk.

## Namensherkunft
In römischer Zeit wurde der Garnisonsort möglicherweise Castellum Gariannonum genannt, wofür es aber nur eine Quelle gibt: Die Notitia dignitatum, ein spätantikes Ämterverzeichnis, das um das Jahr 400 entstand. Ursprünglich galt diese Identifikation als sicher, aber heute zweifeln Fachleute daran.
„Burgh“ ist aus dem altenglischen „burh“ abgeleitet. Das aus dem germanischen Sprachkreis stammende Wort wurde ursprünglich für eine befestigte Stadt oder eine Protoburg benutzt, wie in „Burgh Castle,“ und stand mit dem Verb „beorgen“ (dt.: bergen, halten, sicher machen) in Zusammenhang. Da viele Städte um Burgen herum wuchsen, findet sich dieser Namensbestandteil auch in deutschen Städtenamen, so z. B. in Hamburg, Flensburg und Straßburg.

## Beschreibung

### Römische Befestigungsanlage
Hauptartikel: Kastell Gariannonum
Das Kastell hatte einen nahezu rechteckigen Grundriss; die Innenmaße betrugen in etwa 205 Meter × 100 Meter. Die Mauern auf der Nord-, Ost- und größtenteils auch auf der Südseite sind nahezu intakt und noch etwa 4,6 Meter hoch. Münzen und Tonscherben, die man im Fort gefunden hat, weisen darauf hin, dass es ab Mitte des 3. Jahrhunderts belegt war, und die römische Besetzung setzte sich bis zum Anfang des 5. Jahrhunderts fort, als es zu einer Vermischung der römischen und sächsischen Traditionen kam.

### Kloster
Nach dem Abzug der Römer wurde das Kastell von Angelsachsen besiedelt. Das beweisen Reste von Holzbauten und über 160 Bestattungen (700–900), die zwischen den 1950er und 1960er Jahren dort ausgegraben wurden. Burgh Castle wird oft mit dem heiligen Fursa, einem Missionar aus Irland, der bei der Christianisierung Ostangliens beteiligt war in Verbindung gebracht. Es wird für jenen Ort gehalten, an dem sich Cnobheresburg oder Cnobheresburh, ein bis dato nicht lokalisierter befestigter Ort in East Anglia befand, wo Fursa um 630 das erste irische Kloster in Südengland als Teil seiner iroschottischen Mission – beschrieben von Beda Venerabilis – gegründet haben soll. Geschichtswissenschaftler finden viele Argumente gegen diesen Ort, können aber keinen besseren Vorschlag machen. Fursa wurde von König Sigebert um 630 Land übereignet, um dort ein Kloster zu errichten. Bei den Ausgrabungen zwischen den Jahren 1958 bis 1961 wurden vom Archäologen Charles Green Reste einer Holzkirche in der südwestlichen Ecke des römischen Lagers freigelegt, zusammen mit einem intramuralen christlichen Friedhof etwas nördlich davon, der etwa 144 Überreste von dort beerdigten Menschen und auch Gräber mit wiederbeerdigten Knochen enthielt. Einige ovale Hütten (Abmessungen zwischen 5 Metern und 8 Metern) im nordöstlichen Winkel der römischen Festung könnten als Mönchszellen oder Werkstätten interpretiert werden. Das Kloster könnte aber auch im nahe gelegenen Kastell von Caister-on-Sea gestanden haben, wo von den Archäologen ebenfalls viele angelsächsische Bestattungen vorgefunden wurden. Die frühen Klostergemeinschaften in Großbritannien wählten als Wohnsitz oft römische Befestigungen, da sie als Königsland galten. Die St.-Peter-und-Paul-Kirche liegt unmittelbar nördlich von Burgh Castle. Sie stammt wahrscheinlich ebenfalls aus der späteren angelsächsischen Zeitperiode. In ihren Wänden sind einige wiederverwendete römische Ziegelsteine verbaut. Funde von Münzen und Ipswich-Ware belegen die Nutzung bis weit ins 8. und 9. Jahrhundert. Aber ein detaillierter Bericht von Stephen Johnson vom Norfolk Museums Service aus dem Jahre 1983 (East Anglican Archaeology 20) erwähnt, dass es keine schlüssigen Belege für eine mönchische Siedlung im Burgh Castle selbst gab.

### Normannische Burg
Im späten 11. Jahrhundert wurde in der südwestlichen Ecke des Lagers von den Normannen eine kleine Burg errichtet, für diesen Bau diente die römische Umfassungsmauer als Vorburg. Von ihr ist nur noch eine flache Erhebung zu sehen, der Rest eines künstlich aufgeschütteten Hügels, auf der einst ein massiver Holzturm (Motte) stand. Archäologische Ausgrabungen förderten seine Überreste zutage. Ein kleiner Hof befand sich nördlich und östlich der Motte. In die Festung wurde auch ein Teil der Südmauer des Kastells integriert. Die Bautrupps schlugen zur Anlage des Wehrgrabens eine Bresche in die römische Mauer und legten eine Holzbrücke über den Graben, auf der man in die Motte gelangen konnte. Die Anlage der Burg verursachte allerdings ein Absacken des Erdreiches, was diesen Abschnitt der römischen Mauer im Laufe der Zeit in eine gefährliche Schieflage brachte. In den letzten Jahren wurde die Fundamente dieser Mauerabschnitte stabilisiert, um ihr Umkippen zu verhindern. An der Westseite wurde ein Erdwall mit einer Holzpalisade als Brustwehr angelegt. Man kann heute noch sehen, wo der Graben die Südwand durchbrochen hat. Im Jahre 1770 wurde der Hügel teilweise entfernt. 1839 wurde der Hügel planiert und der Burggraben wieder aufgefüllt. Nur am südlichen Ende der Festung ist er noch deutlich sichtbar.

### Wiederverwendung der Materialien
In der Nähe des Kastells liegt die mittelalterliche Kirche Burgh Castle St Peter and St Paul, zu deren Bau römische Ziegel verwendet wurden, die vermutlich von den Mauern der Fortifikation stammen.
Im 17. Jahrhundert berichtete Sir Henry Spelman von einem Gerücht, dass die Befestigung von Juden bewohnt worden sei und dass der Weg, der von Burgh Castle weg führt, als Jews' Way bezeichnet würde. Dies bezieht sich vermutlich auf die Sage, dass auf dem Gelände einst ein altes aber rätselhaftes Volk gelebt hätte und vielleicht auch auf seine Nutzung als Quelle für Baumaterialien.

## Standort
Das Gelände befindet sich westlich des Dorfes und der Pfarre Burgh Castle in der Grafschaft Norfolk. Es liegt am Ostufer des südlichsten Teils von Breydon Water, das sich an den Mündungen der Flüsse Ant, Bure, Yare und Waveney gebildet hat. Heute ist es vom Ästuar durch ein Watt getrennt. Das römische Küstenkastell Caister-on-Sea liegt einige Meilen nordöstlich.
Das frei zugängliche Gelände gehört dem Norfolk Archaeological Trust; um die Mauern kümmert sich English Heritage.